# داء موسيني
الأمراض الموسينية (بالإنجليزية: Mucinoses)‏ هي مجموعة من الحالات الجلدية التي يعود سببها إلى خلايا ليفية يافعة التي تنتج كميات كبيرة غير طبيعية من عديدات السكاريد المخاطية الحمضية أو الميوسين، وغالبا ما يكون حمض الهيالورونيك.:183